# 上社南インターチェンジ
上社南インターチェンジ（かみやしろみなみインターチェンジ）は、愛知県名古屋市名東区上社にある名古屋第二環状自動車道（名二環）のインターチェンジである。

## 概要
名古屋南JCT方面への入口と同方面からの出口のみを持つハーフインターチェンジである。このICから清洲JCT・名古屋西JCT方面へ行くことはできず、同方面からの本線流出もできないことから、流出入にあたっては隣りの上社ICを利用する。名古屋IC方面にも行くことは出来ないため、東名高速道路方面へは愛知県道60号名古屋長久手線を利用する。

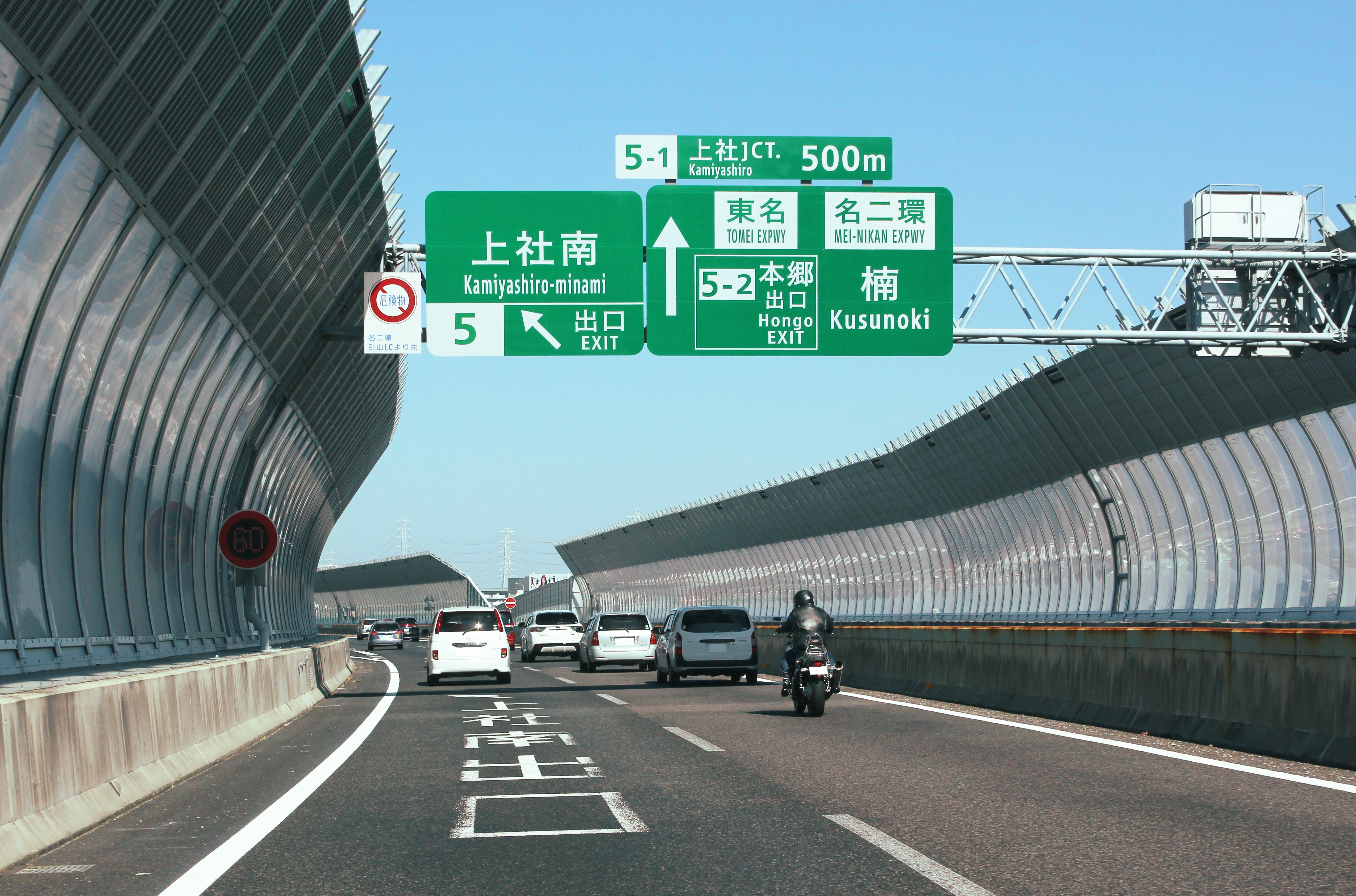
出口案内標識
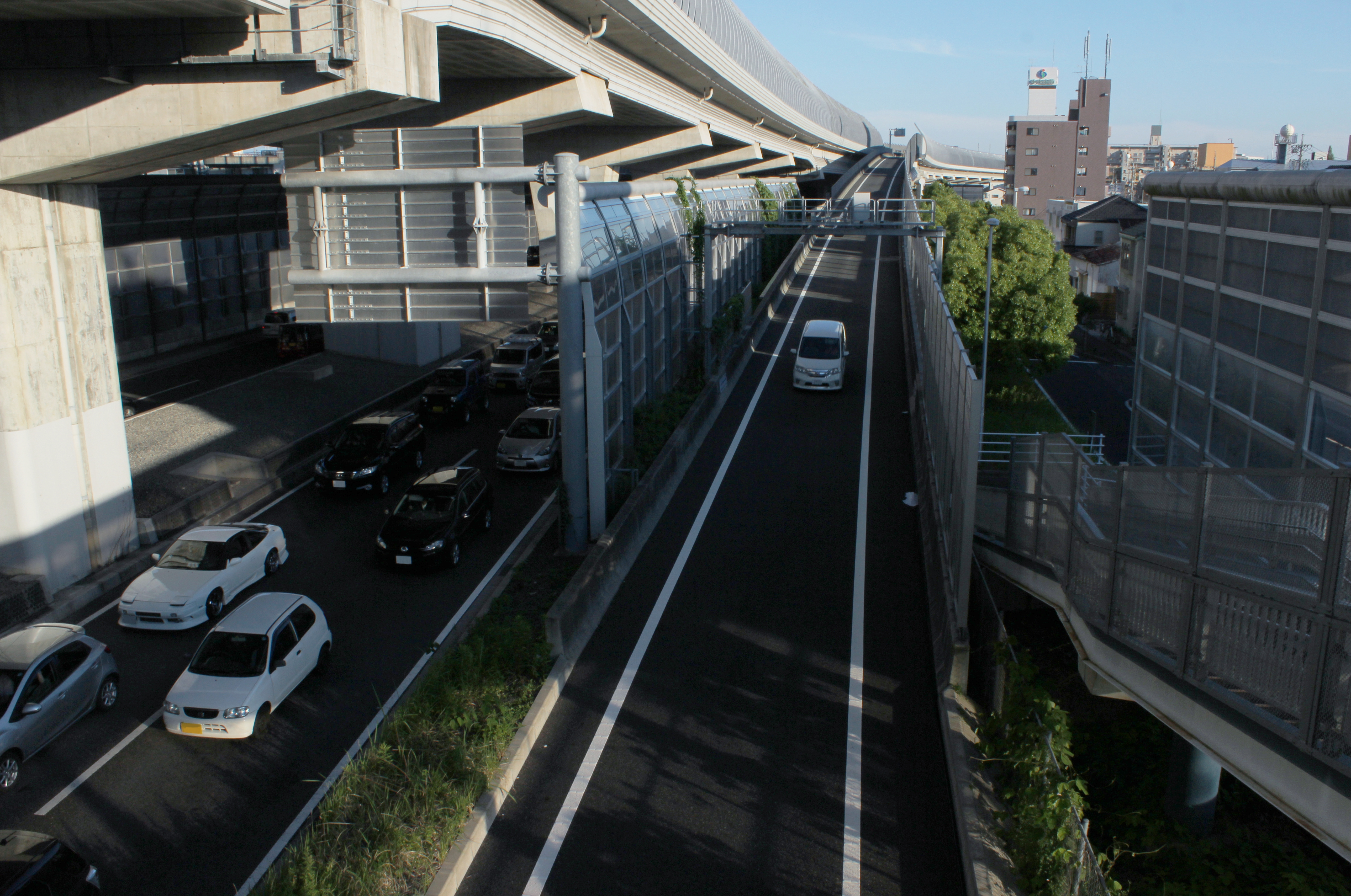
オフランプ

## 歴史
| 現在の本線流出部（左）と2009年当時の同地点（右）。2003年から2011年までは本線のみ機能し上社南ICは未供用であった。 |  | 現在の本線流出部（左）と2009年当時の同地点（右）。2003年から2011年までは本線のみ機能し上社南ICは未供用であった。 |
| 現在の本線流出部（左）と2009年当時の同地点（右）。2003年から2011年までは本線のみ機能し上社南ICは未供用であった。 |  | |

- 2011年（平成23年）3月20日 - 名古屋第二環状自動車道名古屋南JCT-高針JCT間開通に伴い供用開始[4]。

本線は、東名阪自動車道として2003年（平成15年）3月29日に開通している。
- 2024年（令和6年）4月4日 - 料金所がETC専用になる[6]。

## 周辺
- 名東区役所
- 名古屋市営地下鉄東山線 上社駅
- 名東郵便局
- イオン（旧・ダイエー）メイトピア店

## 接続する道路
- 直接接続
  - 国道302号（名古屋環状2号線）[2]
- 間接接続
  - 愛知県道60号名古屋長久手線（東山通）

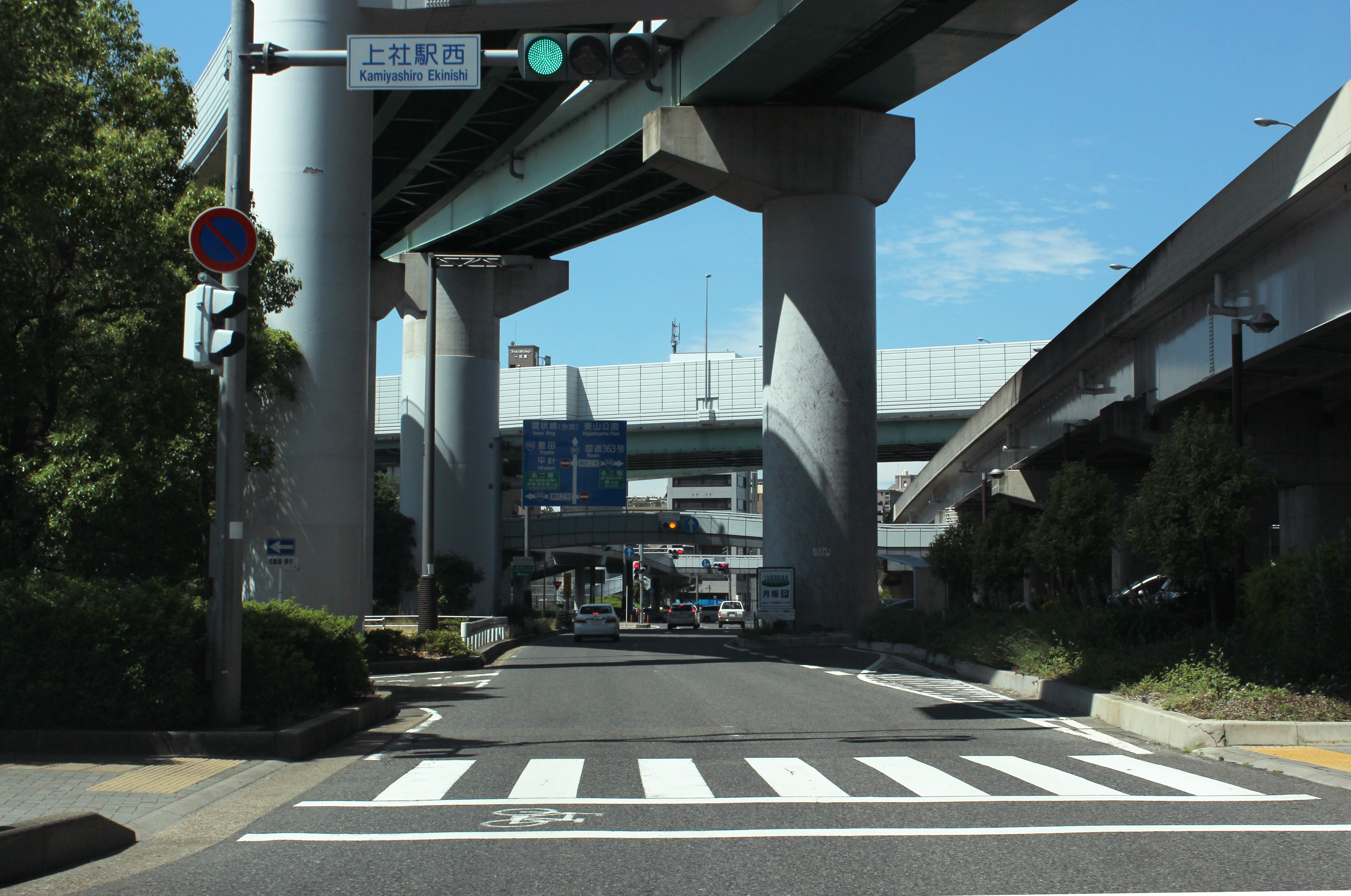
愛知県道60号（長久手側）から名古屋中心部方面を望む。歩道橋のある交差点を左折すると国道302号を介して当ICに連絡。上は上社JCT。
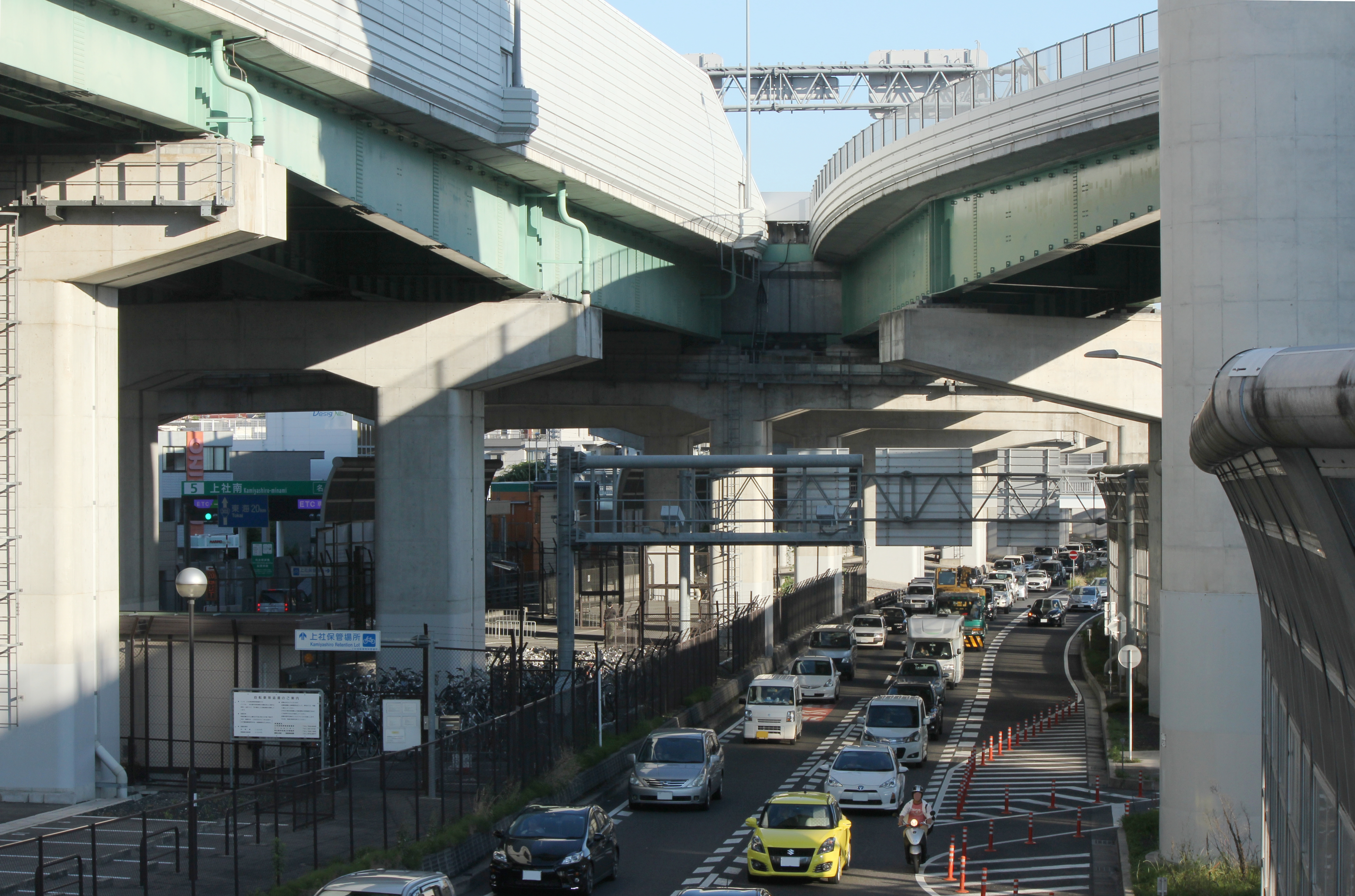
IC流出路（画像右側）。国道302号に合流。上は上社JCTの分岐路。

## 料金所
一般用料金収受は自動精算機による対応である。
レーン運用は、時間帯やメンテナンスなどの事情により変更される場合がある。

### 入口
- レーン数：2[7]
  - ETC専用：1
  - ETC/サポート：1

## 隣
C2 名古屋第二環状自動車道
(3)植田IC - (4)高針JCT - (5)上社南IC - (5-1)上社JCT - (6)上社IC